# Peperomia radiatinervosa
Peperomia radiatinervosa är en pepparväxtart som beskrevs av G.Mathieu. Peperomia radiatinervosa ingår i släktet peperomior, och familjen pepparväxter. Inga underarter finns listade i Catalogue of Life.